# Pentastira major
Pentastira major är en insektsart som beskrevs av Carl Ludwig Kirschbaum 1868. Pentastira major ingår i släktet Pentastira och familjen kilstritar. Inga underarter finns listade i Catalogue of Life.